# 함부르크 미술관
함부르크 미술관(Hamburger Kunsthalle)은 독일 함부르크의 미술관으로 독일 최대 규모의 미술관 가운데 하나이다. 1869년 개관한 본관과 1921년 완공된 쿠페살관 (Kuppelsaal), 1997년 완공된 게겐바르트 갤러리 (Galerie der Gegenwart)의 3동이 연결된 형태로 구성되어 있다. 함부르크 구시가지의 중앙역과 알스터호수 사이에 위치해 있다.
원래 쿤스트할레 (Kunsthalle)라는 독일어 이름에서 알 수 있듯이 상설전시나 소장품을 갖추지 않은 미술전시장으로서 1850년에 개관하였다. 미술관으로 전환한 뒤에는 중세부터 현대까지 약 700년에 걸친 유럽 미술을 총체적으로 다루는 독일 내 몇 안되는 컬렉션을 다루고 있다. 영구 소장품의 경우 14세기 북독일 회화, 16~17세기 네덜란드와 플랑드르, 이탈리아 회화, 19세기 프랑스와 독일 회화, 국제 근현대 미술에 초점을 맞추고 있다.

## 역사
함부르크 미술관의 역사는 지난 1849년으로 거슬러 올라간다. 당시 1817년 설립된 함부르크 쿤스트페어라인(Hamburg Kunstverein)의 소장품으로부터 출발했다. 1년 뒤인 1850년 시립갤러리 (Städtische Gallerie)라는 이름으로 대중에 첫선을 보였다.
소장품이 늘어나자 이에 걸맞는 대형 전시관이 필요해졌고, 건축가 게오르그 테오도어 시어마허와 헤르만 폰 데어 후데의 설계를 바탕으로 지금의 붉은 벽돌로 된 본관이 1863년부터 1869년까지 시공되었다. 당시 공사자금은 민간의 후원으로 조달하였다.
함부르크 미술관의 초대 관장은 미술사학자이자 교육자인 알프레트 리히트바르크 (1852년~1914년)가 맡았다. 제1차 세계 대전 이후 2대 관장인 구스타프 파울리가 취임하였으며 1914년~1921년 최초의 별관인 쿠펠살관 (Kuppelsaal)의 건설을 추진하였다.
1994년 함부르크 미술관이 소장중이던 회화 한 점이 도난당하는 사건이 발생했다. 당시 프랑크푸르크의 프랑크푸르트 시른 미술관에 해당 전시품을 대여중이었기에 프랑크푸르트 미술품 도난 사건이라 불리게 되었다.
1997년 두번째 별관인 게겐바르트 갤러리 (Galerie der Gegenwart)가 완공되었다. 총면적 5,600m²의 전시공간을 갖춘 정사각형 건물로, 쾰른 소재의 건축가 오스발트 마티아스 웅거스가 설계하였으며 함부르크 미술관의 현대미술 소장품의 전시에 초점을 맞추고 있다.

## 소장품
함부르크 미술관은 거장 갤러리, 19세기 미술 갤러리, 고전 근대미술 갤러리, 현대미술 갤러리 등 4개 구역으로 나누어져 있다.
대표 소장품으로는 중세 독일 화가 마스터 베르트람과 마스터 프랑케의 작품, 17세기 네덜란드 황금시대 회화, 19세기 초중반 독일 낭만주의 회화, 인상주의와 고전 근대미술 등이 있다. 1950년대 이후 팝아트, 개념미술, 비디오 아트, 사진작품 등 국제적인 현대 미술 컬렉션과 전시회로도 유명하다.

### 거장 회화
거장회화 컬렉션은 중세부터 근세까지의 유럽미술을 다루며 바르텔 베함, 베르나르도 벨로토, 루카스 크라나흐, 마스테르 프랑케, 프란시스코 고야, 요한 게오르크 힌츠, 얀 마시스, 지암바티스타 피토니, 렘브란트, 루벤스, 야코프 판 라위스달, 조반니 바티스타 티에폴로 등의 작품을 아우른다.

### 19세기 미술
19세기 미술 컬렉션은 카를 블레헨, 아르놀트 뵈클린, 귀스타브 쿠르베, 에드가 드가, 안셀름 포이어바흐, 카스파르 다비트 프리드리히, 장레옹 제롬, 빌헬름 레이블, 막스 리버만, 에두아르 마네, 아돌프 멘첼, 클로드 모네, 오귀스트 로댕, 필리프 오토 룽게의 작품을 아우른다.

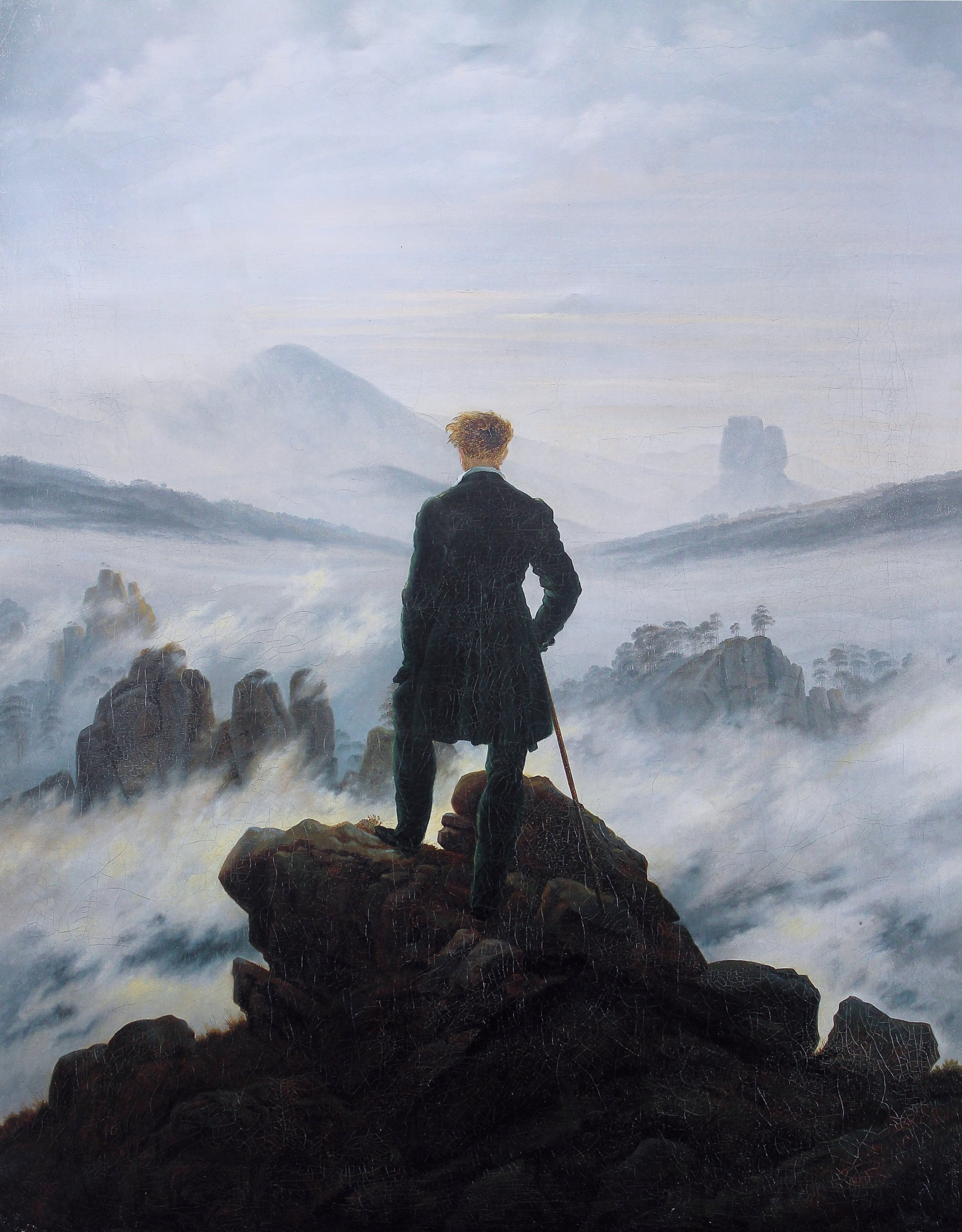
카스파르 다비트 프리드리히의 《안개 바다 위의 방랑자》 (1818년)
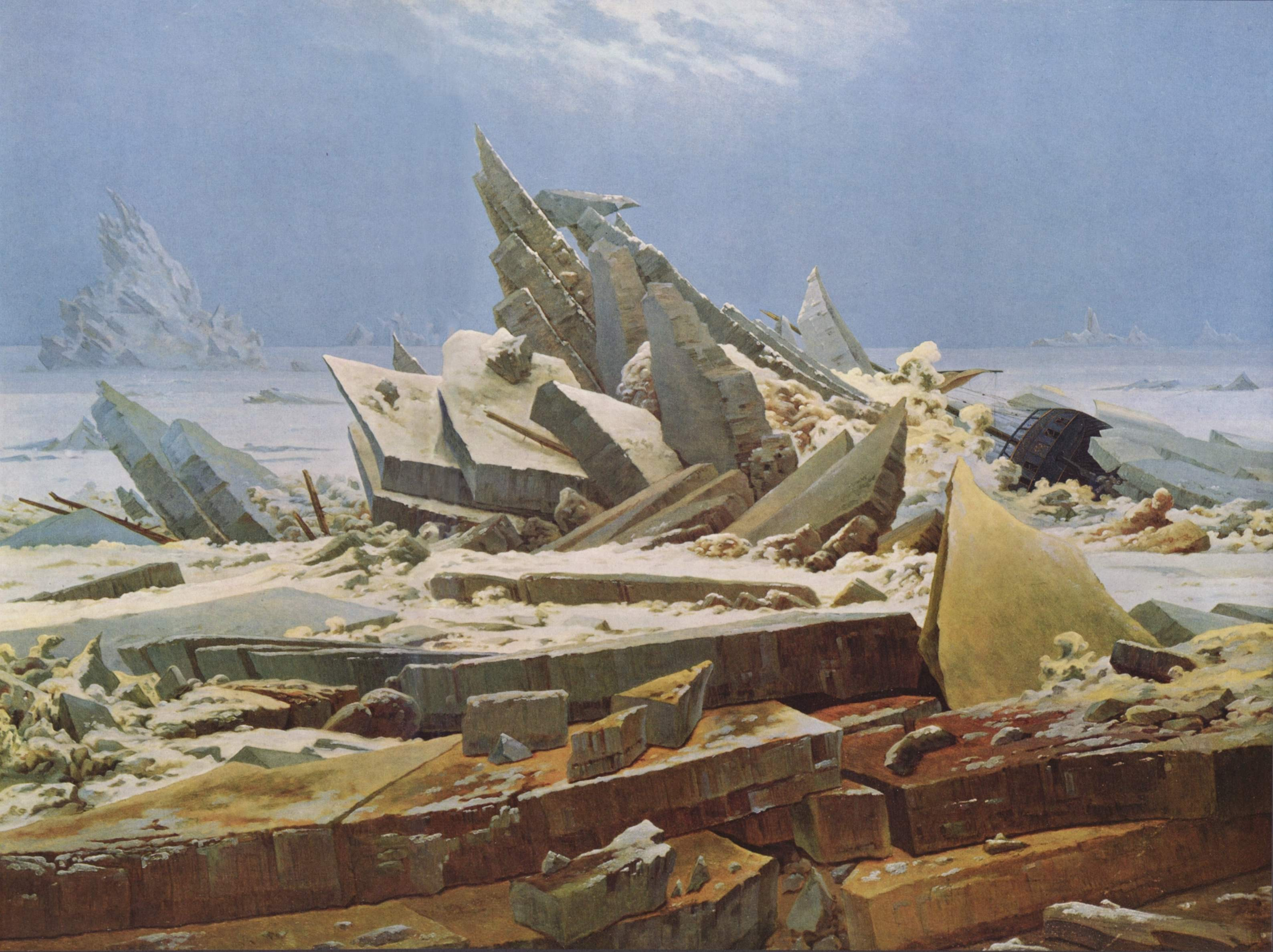
카스파르 다비트 프리드리히의 《얼음 바다》 (1824년)
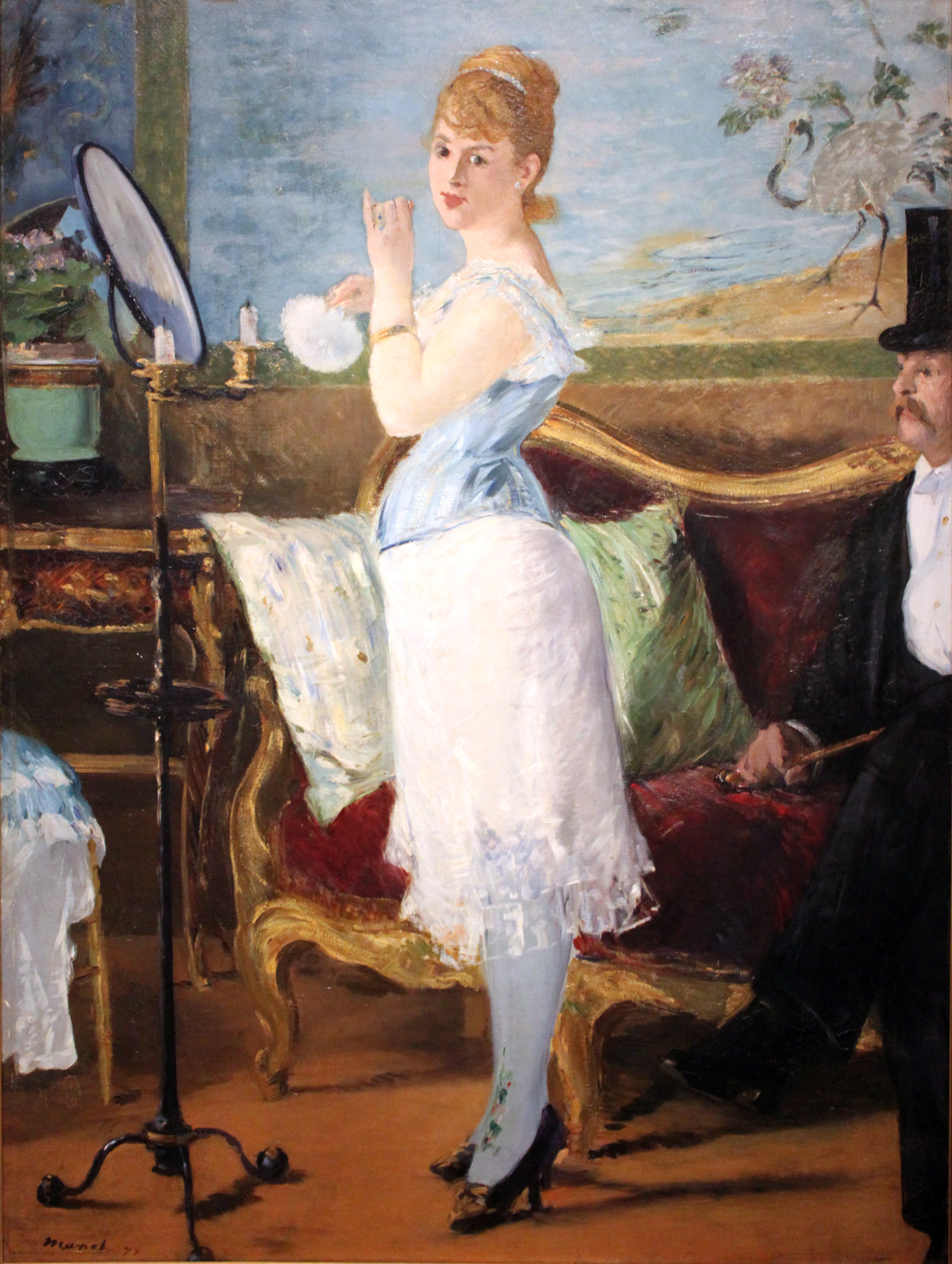
에두아르 마네의 《나나》 (1877년)
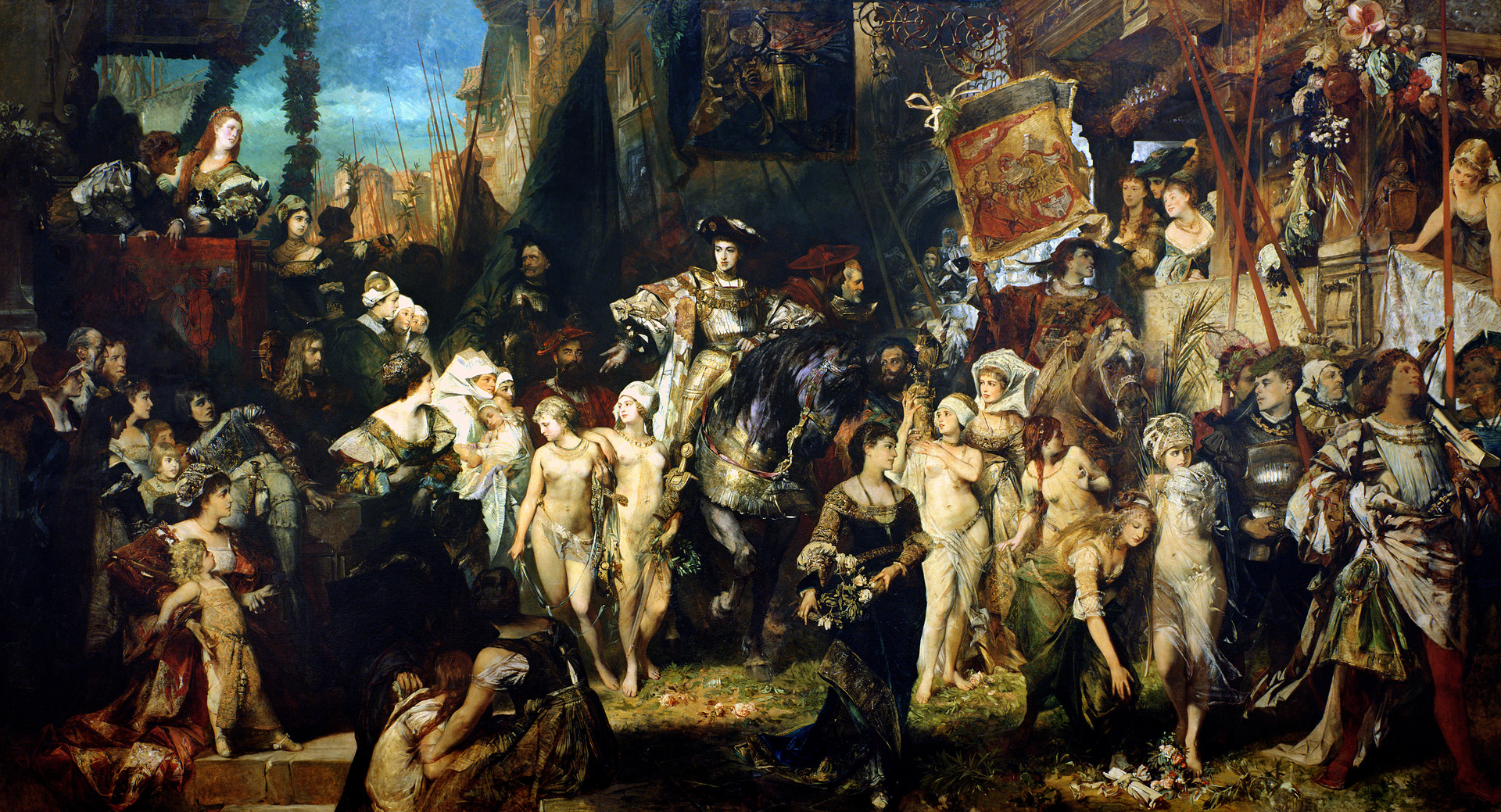
한스 마카르트의 《카를 3세의 안트베르펜 입성》 (1878년)
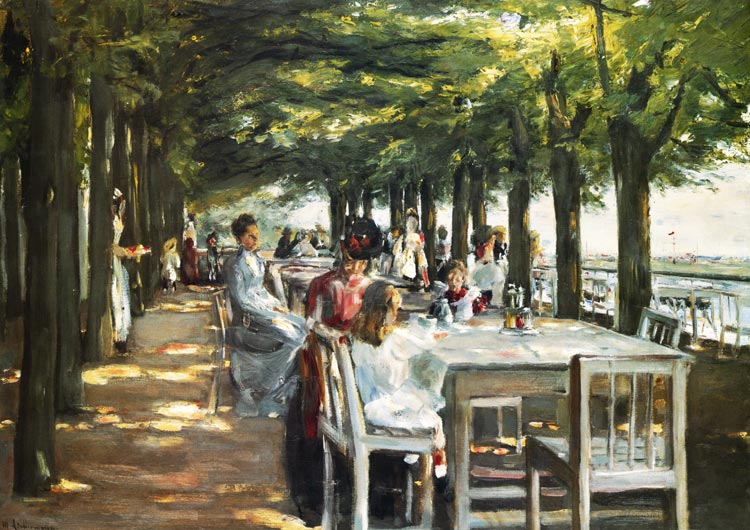
막스 리버만의 《야코프 레스토랑》 (1902년)
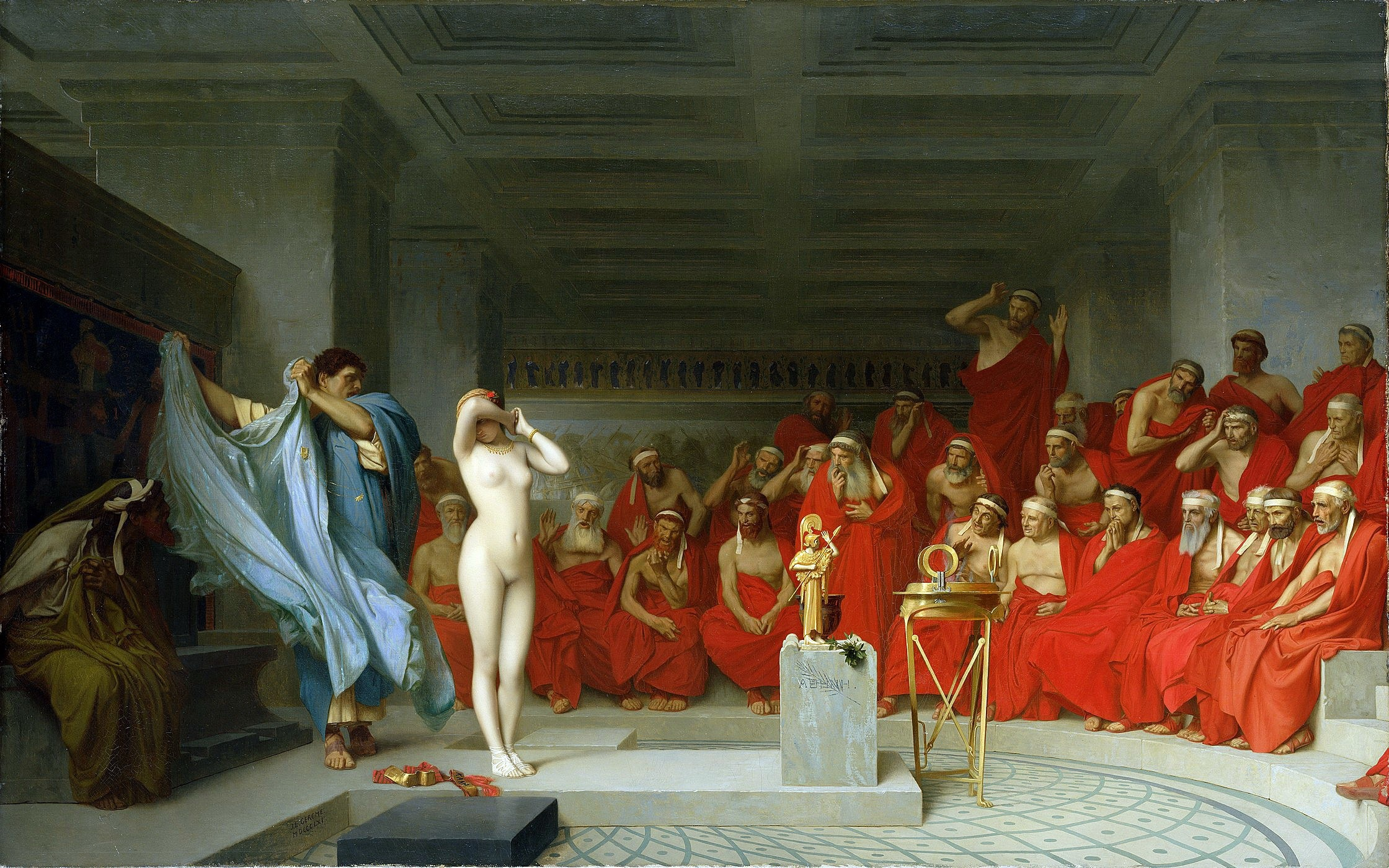
장레옹 제롬의 《배심원 앞의 프리네》 (1861년)
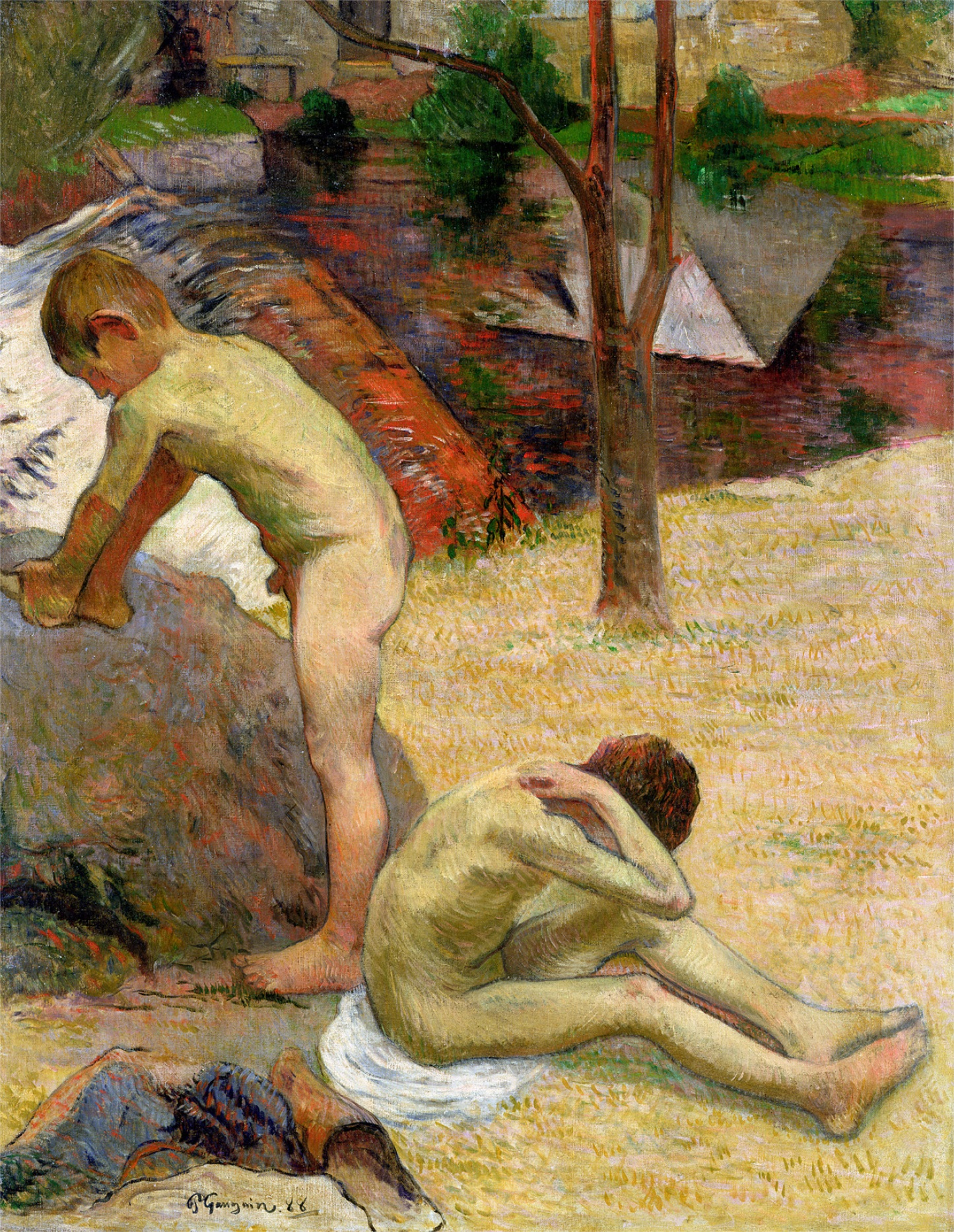
폴 고갱의 《목욕하는 브르타뉴 소년들》 (1888년)

### 근대미술
고전 근대미술 컬렉션은 프랜시스 베이컨, 막스 베크만, 로비스 코린트, 제임스 엔소르, 막스 에른스트, 에른스트 루트비히 키르히너, 파울 클레, 오스카르 코코슈카, 파울라 모더존베커, 에드바르 뭉크, 에밀 놀데, 파블로 피카소 등의 작품이 전시되어 있다.

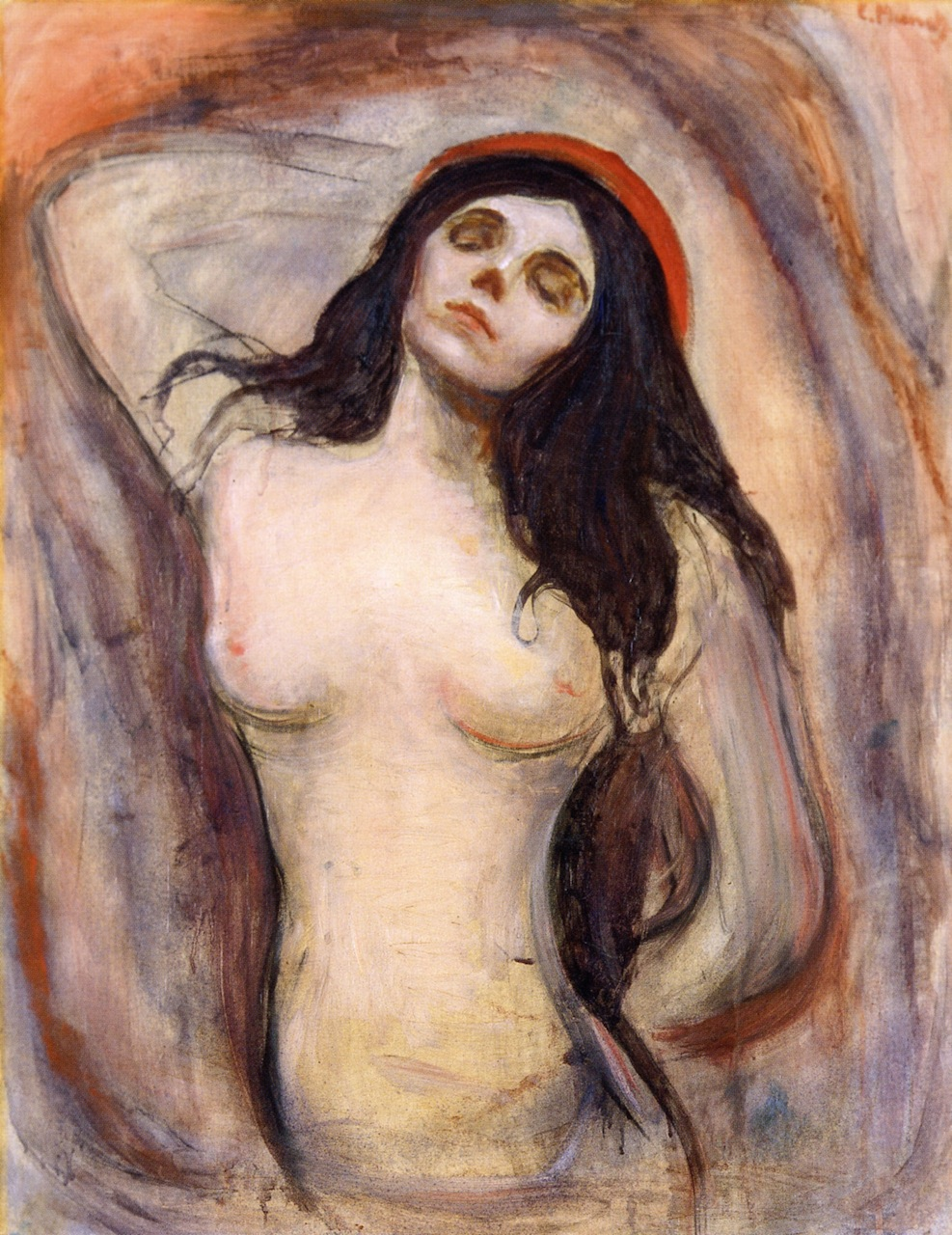
에드바르 뭉크의 《마돈나》 (1895년)
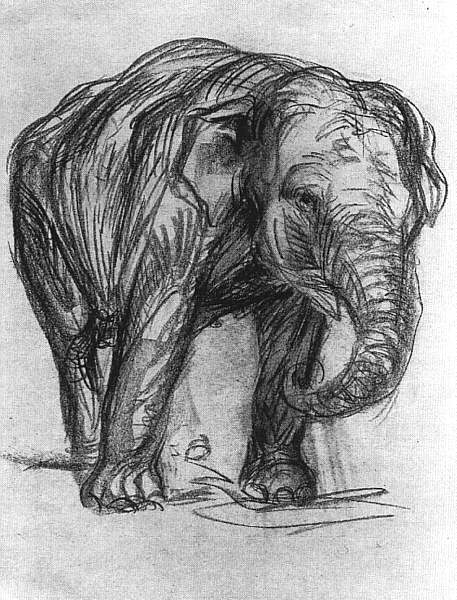
프란츠 마르크의 《코끼리》 (1907년)
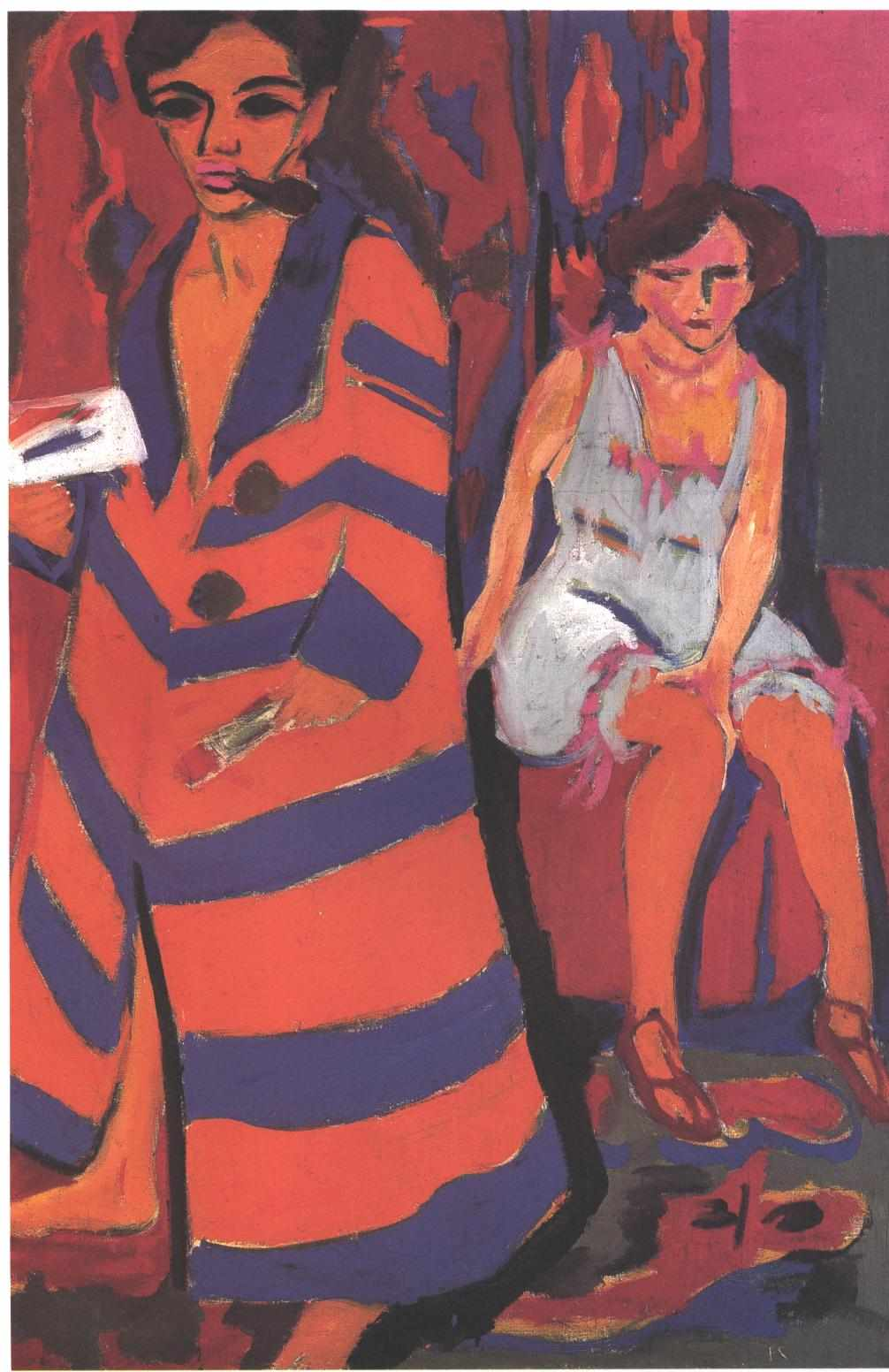
에른스트 루트비히 키르히너의 《모델과 자화상》 (1910년)
파울 클레의 《고가교의 진화》 (1937년)

### 현대미술
현대미술 갤러리에는 요제프 보이스, 트레이시 에민, 데이비드 호크니, 레베카 호른, 일리야 카바코프, 가와라 온, 이브 클랭, 키티 크라우스, 로버트 모리스, 헤르만 니치, 조지 시걸, 리처드 세라, 프란츠 에르하르트 발터, 앤디 워홀의 작품이 전시되고 있다.

## 특별전
함부르크 미술관은 순환 특별전 외에도 현대미술과 고전미술에 대한 특별전을 지속적으로 개최하고 있다. 한해 특별전 개최 회수는 평균 20회에 달한다.

## 사진

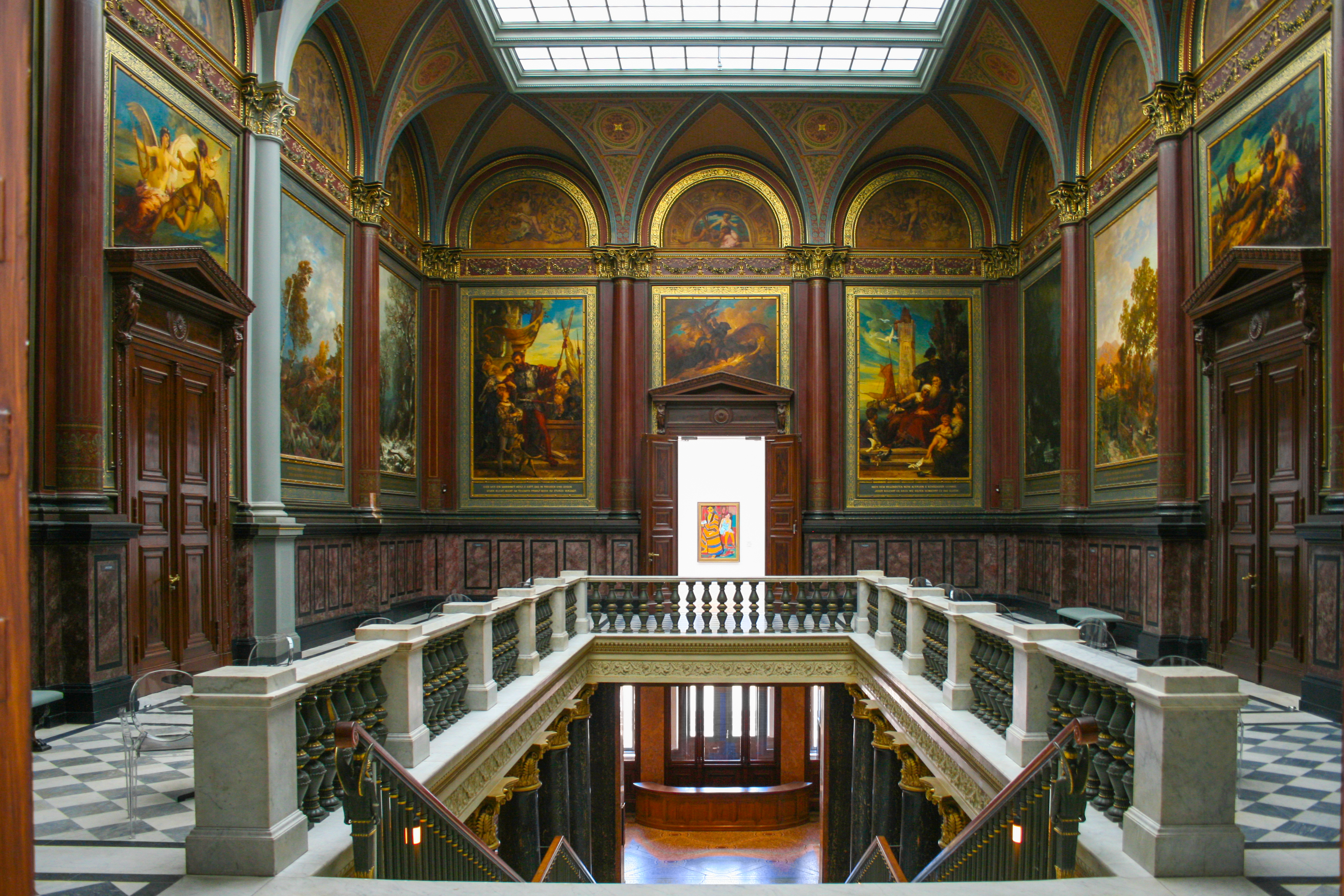
구 계단
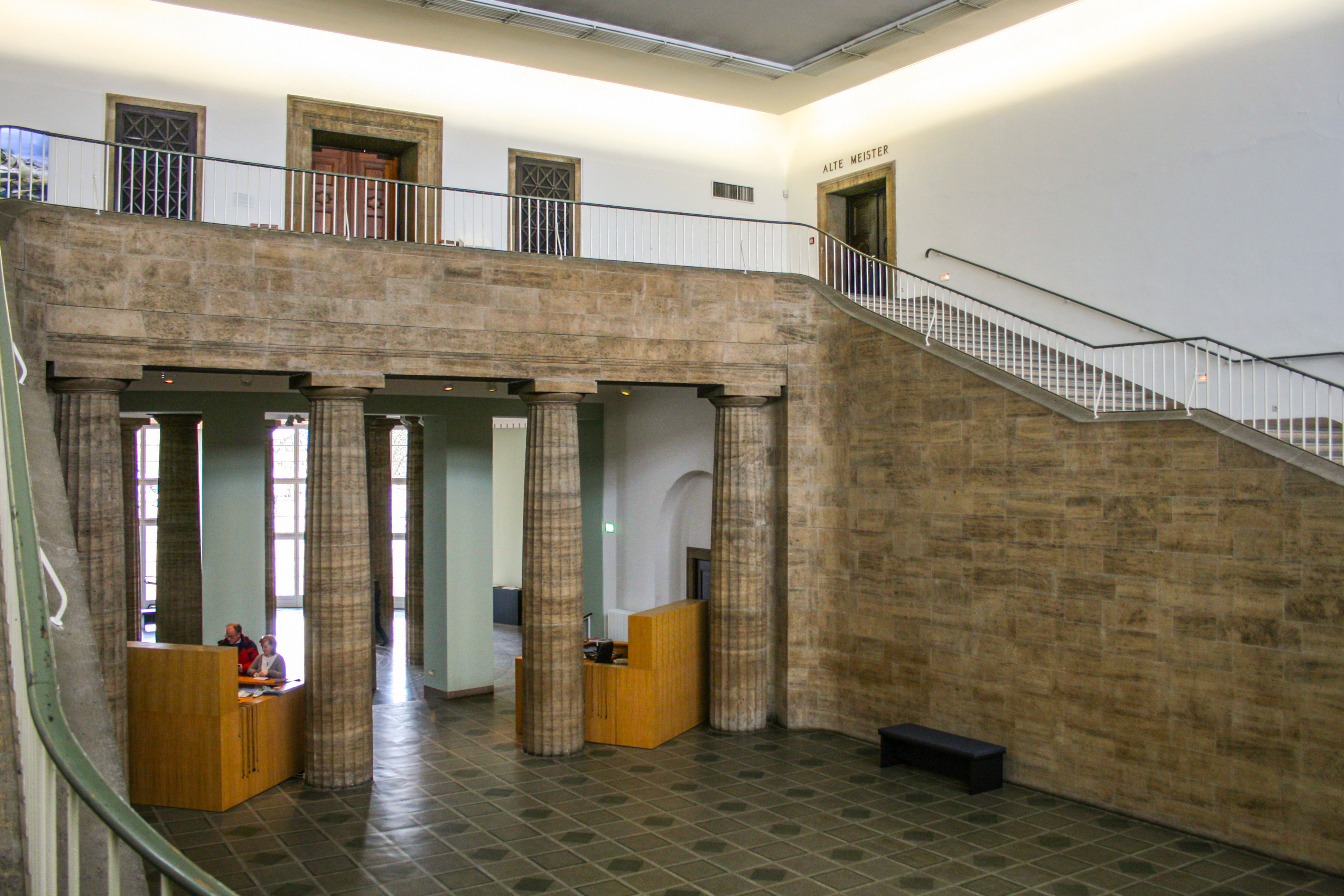
입구 계단
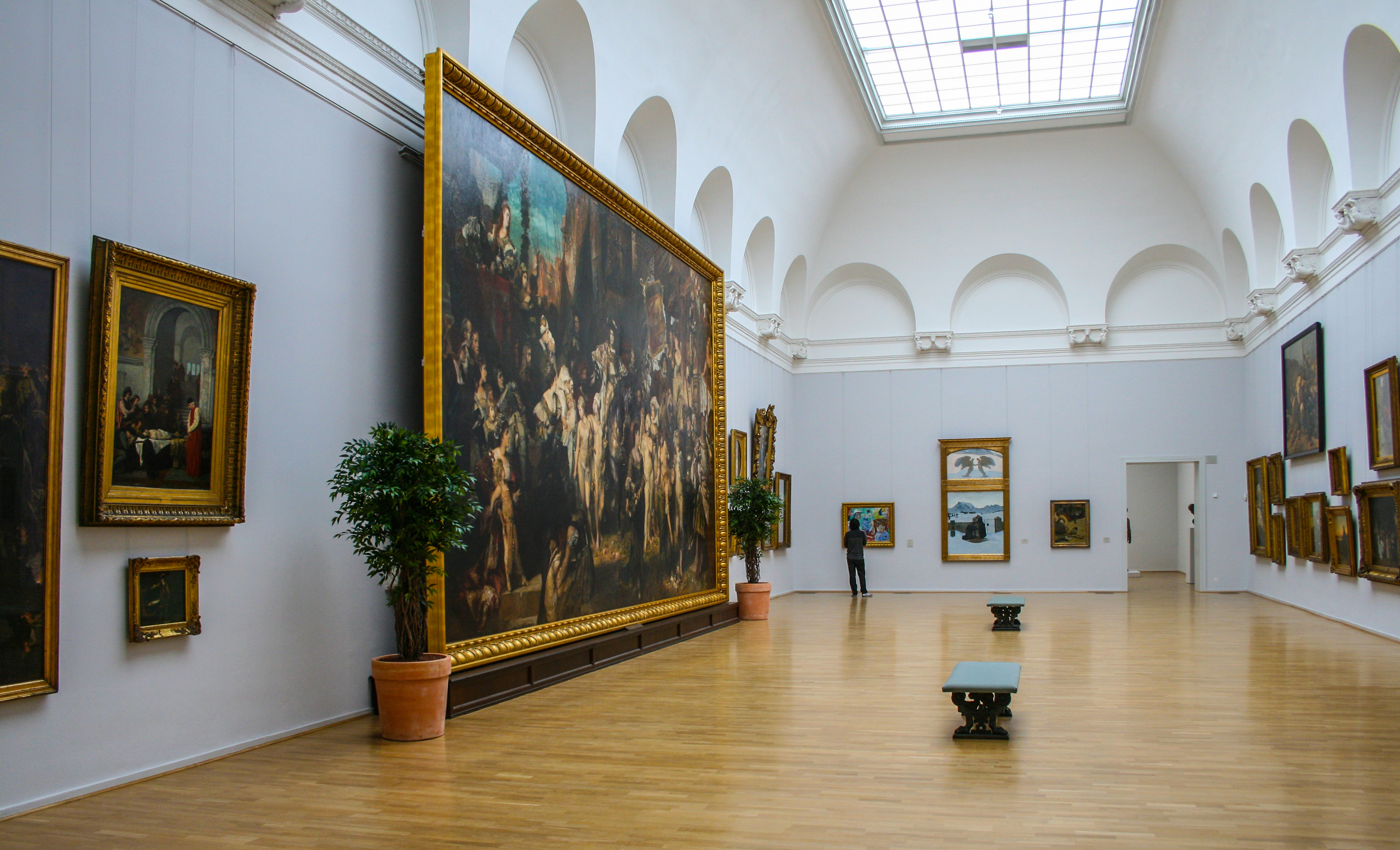
전시실

## 같이 보기
- 미술관 목록
- 가장 큰 미술관 목록